# Enugu
Enugu je glavni grad istoimene nigerijske savezne države. Leži na 310 metara nadmorske visine i krajnja je točka uskotračne željezničke pruge Port Harcourt - Enugu. Većinski dio populacije sačinjavaju pripadnici naroda Igbo. Glavna je djelatnost tijekom 20. stoljeća bila iskop ugljena, što danas ustupa mjesto trgovini i malim industrijama. Postoji i međunarodna zračna luka Akanu Ibiam.
Enugu je bio jedna od tri prijestolnice nepriznate države Biafre (druge dvije su bile Umuahia i Owerri). U njemu su rođeni nogometaši Jay-Jay Okocha i Chinedu Ogbuke.
Prema popisu iz 1991., Enugu ima 407.756 stanovnika. Kao i kod velikog broja nigerijskih gradova, procjenjuje se da je stvarni broj stanovnika višestruko veći.

## Vanjske poveznice

### Ostali projekti
|  | Zajednički poslužitelj ima još gradiva o temi Enugu |